# Infrautilización
Infrautilización es la utilización por debajo de las especificaciones para las que fue creado un aparato o cualquier otro elemento por el hombre.
Normalmente se suele infrautilizar un aparato para que se tenga una duración mayor, o se encuentre en unas condiciones de mayor seguridad. Como desventaja tiene que se paga más por unas cualidades que no se van a usar.
Puede llegar el caso de que una infrautilización pueda perjudicar al aparato. Algunos ejemplos pueden ser:
- Los motores de coches potentes infrautilizados pueden formar carbonilla en la cámara de combustión y picar bielas (aunque este hecho no está probado científicamente).
- Las impresoras de inyección de tinta, puede llegar a obstruir los inyectores al secarse la tinta dentro, si se usan con poca frecuencia.
- Los aires acondicionados que no se usan durante el invierno no reparten el lubricante por todas las partes del compresor y el mismo se puede ver afectado por la falta de lubricación.

- Datos: Q5638660